# Mus (Frankrijk)
Mus is een gemeente in het Franse departement Gard (regio Occitanie). De plaats maakt deel uit van het arrondissement Nîmes. Mus telde op 1 januari 2022 1.597 inwoners.

## Geografie
De oppervlakte van Mus bedroeg op 1 januari 2022 2,6 vierkante kilometer; de bevolkingsdichtheid was toen 614,2 inwoners per km².

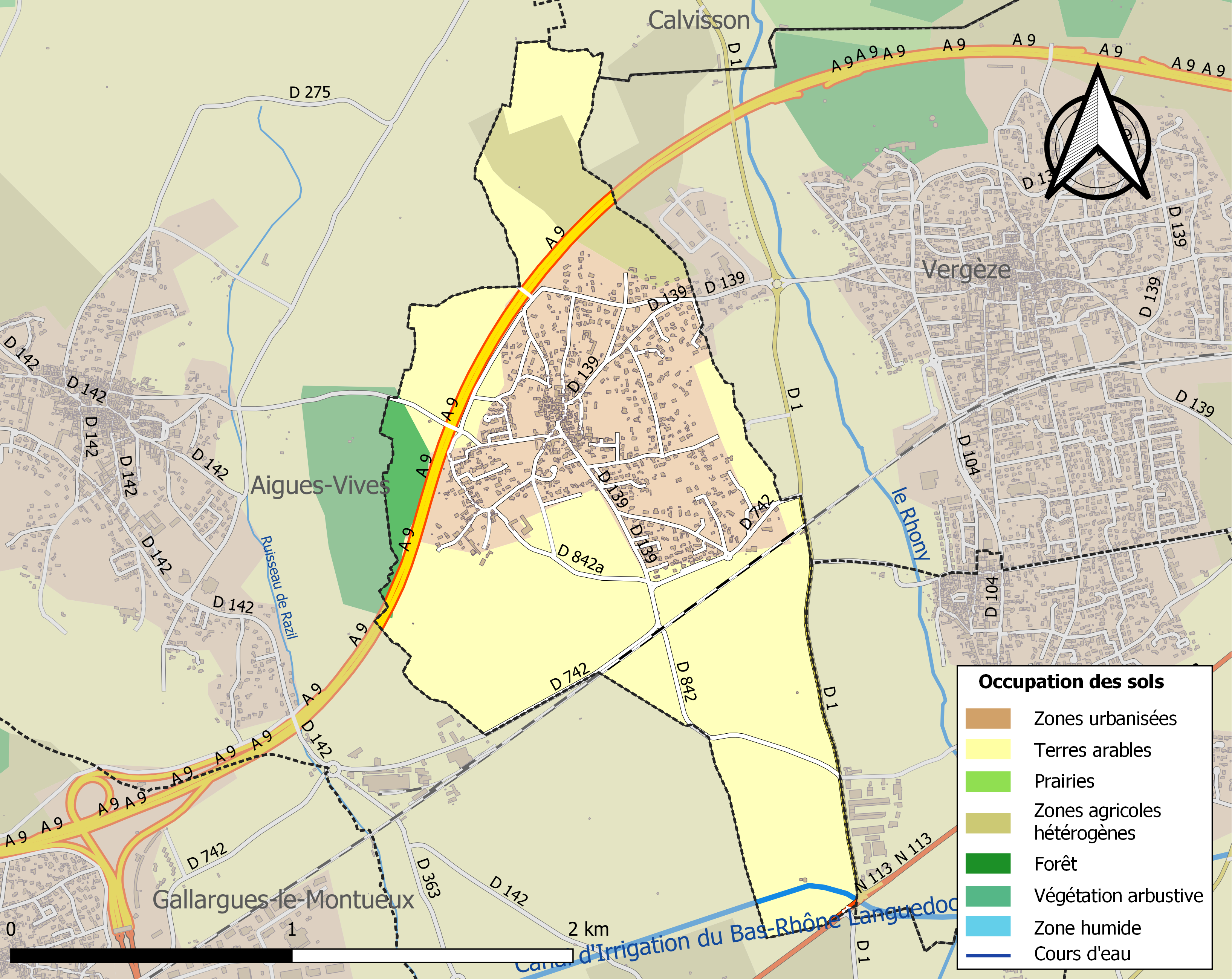
Kaart van de gemeente met belangrijkste infrastructuur, bodemgebruik en omliggende gemeenten

## Demografie
Onderstaande figuur toont het verloop van het inwonertal (bron: INSEE-tellingen).